# زلاتان ابراهیموویچ
زلاتان اِبراهیموویچ (سوئدی: Zlatan Ibrahimović؛ زادهٔ ۳ اکتبر ۱۹۸۱) بازیکن پیشین فوتبال اهل سوئد است. وی پیشینهٔ عضویت در باشگاه‌هایی همچون یوونتوس، اینترمیلان، بارسلونا، پاریس سن ژرمن، منچستریونایتد، آژاکس، آ.ث. میلان و لس آنجلس گلکسی آمریکا را دارد. وی رکورد گل زدن در اولین بازی در تیم جدید را دارد. ابراهیموویچ یکی از بهترین بازیکنان همه دورانهای فوتبال و از بهترین مهاجمان دوران خود به‌شمار می‌رود. او همچنین در کنار کریستیانو رونالدو، لیونل مسی، روبرت لواندوفسکی و لوییس سوارز یکی از پنج بازیکن کنونی جهان است که بیش از ۵۰۰ گل باشگاهی و ملی را در کارنامهٔ خود دارند.
او با تکنیک، قدرت‌بدنی، شوت‌های قوی و دقیق، و توانایی در کارهای هوایی مانند سرزنی معروف شد و در دوران حرفه‌ای خود به ۳۲ افتخار تیمی از جمله چند بار قهرمانی در لیگ‌های مختلف لیگ ۱ فرانسه، سری آ ایتالیا و لالیگا اسپانیا و سوپرکاپ این کشورها، قهرمانی در لیگ اروپا ۱۷–۲۰۱۶، جام باشگاه‌های جهان و سوپرجام اروپا رسید.
ابراهیموویچ نخست فوتبال حرفه‌ای را در باشگاه مالمو آغاز کرد و از آن‌جا به تیم آژاکس آمستردام پیوست. در آژاکس او به‌عنوان یکی از مهاجمان آینده‌دار اروپا شناخته شده و دو سال پس از آن به تیم یوونتوس در سری آ ایتالیا فروخته شد. در سال‌های ۲۰۰۷ و ۲۰۰۹ نام او در فهرست تیم سال یوفا نوشته شد. او سپس به اینترمیلان رفت و در طول فصل ۲۰۰۹–۲۰۰۸ آقای گل سری آ شد. در تابستان ۲۰۰۹ ابراهیموویچ در یکی از گران‌ترین نقل و انتقالات فوتبال جهان به بارسلونا پیوست که در این تیم با دریافت حقوقی برابر ۹ میلیون یورو به همراه کاکا، بیشترین حقوق را در میان بازیکنان فوتبال جهان دریافت می‌کرد. او بعد از مدتی در بارسلونا به‌دلیل ناسازگاری سبک بازی‌اش به صورت قرضی برای تیم آث میلان به میدان رفت و سپس به این تیم فروخته شد. ابراهیموویچ در ژوئیه ۲۰۱۲ به پاری سن ژرمن انتقال یافت و تا پیش از سال ۲۰۱۶ که به منچستر یونایتد پیوست، با این تیم به موفقیت‌های بسیاری دست یافت. او در ۱۷۰ بازی برای پاری سن ژرمن ۱۵۶ گل زد و بهترین گلزن تاریخ این باشگاه تا آن زمان شد.
ابراهیموویچ در درازای ۱۵ سال حضورش در تیم ملی سوئد ۱۱۶ بازی ملی را در تورنمنت‌های بین‌المللی از قبیل جام‌های جهانی ۲۰۰۲ و ۲۰۰۶، جام ملت‌های اروپا ۲۰۰۴، ۲۰۰۸، ۲۰۱۲ و ۲۰۱۶ تجربه‌کرد و ۶۲ گل را به ثمر رساند. در سال ۲۰۱۳ او در برابر انگلستان، از راه دور با ضربه برگردان گلی زد که به عنوان بهترین گل سال جایزه پوشکاش فیفا را دریافت کرد و از بهترین گل‌های تمام ادوار فوتبال به‌شمار می‌رود. او مجموعاً یازده بار بازیکن سال فوتبال در کشور سوئد شده است که ده بار آن به‌طور پیاپی از سال ۲۰۰۷ تا ۲۰۱۶ بود. همچنین ابراهیموویچ را پس از بیورن بوری تنیسور، برترین شخصیت ورزشی کشور سوئد دانسته‌اند.
وی در تاریخ ۴ ژوئن ۲۰۲۳ در بازی بین تیم‌های آ.ث. میلان و هلاس ورونا، به‌طور رسمی در ۴۱ سالگی از دنیای فوتبال خداحافظی کرد.

## زندگی شخصی

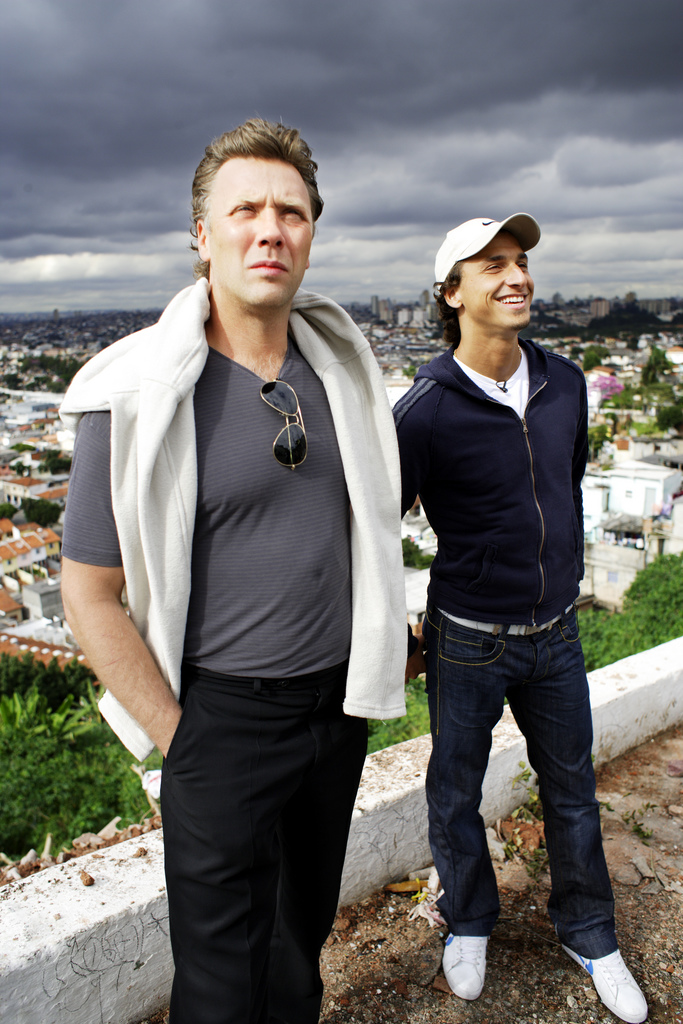
زلاتان و مایکل بربراند در برنامه کودکان سازمان ملل متحد یونیسف

ابراهیموویچ در ۳ اکتبر ۱۹۸۱ در مالمو، سوئد به دنیا آمد. او از پدری مسلمان بوسنیایی، شفیق ابراهیموویچ، که در سال ۱۹۷۷ به سوئد مهاجرت کرد، و مادری کروات کاتولیک، یورکا گراویچ، که او نیز به سوئد مهاجرت کرد، به دنیا آمد، جایی که این زوج برای نخستین بار یکدیگر را ملاقات کردند.ابراهیموویچ به دین مادرش می‌گرود و خود را یک مسیحی کاتولیک معتقد می‌داند. او فوتبال را از شش سالگی و پس از دریافت یک جفت کفش فوتبال آغاز کرد. او آغاز زندگی ورزشی خود را به‌طور متناوب میان FBK Balkan، یک باشگاه که توسط مهاجران یوگسلاوی در مالمو تأسیس شده بود، مالمو BI و باشگاه‌های فوتبال BK Flagg گذراند.

## زندگی ورزشی

### مالمو
زلاتان برای نخستین‌بار در سال ۱۹۹۶ با مالمو قرارداد بست و در سال ۱۹۹۹ در ترکیب تیم اول این تیم در لیگ اول سوئد قرار گرفت که در این سال این تیم با رتبه سیزدهم به لیگ دوم سقوط کرد ولی فصل بعد به لیگ اول بازگشت. پیش از آن‌که لئو بینهاکر سرمربی باشگاه فوتبال آژاکس آمستردام علاقه خود را برای جذب این بازیکن نشان دهد این آرسن ونگر بود که زلاتان را کشف کرد اما طی تلاشی ناموفق برای انتقال وی به آرسنال ابراهیموویچ به آژاکس پیوست. در ۲۲ مارس ۲۰۰۱ ابراهیموویچ با قرار دادی معادل ۸۰ میلیون کرون سوئد به آژاکس پیوست.

### آژاکس
ابراهیموویچ تحت سرمربیگری کو آدریانس فرصت کمی برای بازی می‌یافت ولی از نوامبر ۲۰۰۱ که رونالد کومان سر مربی آژاکس شد وی در ترکیب اصلی قرار می‌گرفت که با قهرمانی فصل ۲۰۰۱–۲۰۰۲ این تیم در لیگ هلند همراه بود. در فصل بعد ابراهیموویچ در پیروزی ۲ بر ۱ برابر لیون قهرمان فرانسه در ۱۷ سپتامبر ۲۰۰۲ با زدن دو گل مقابل این تیم اولین تجربه بازی در لیگ قهرمانان اروپا را کسب کرد. او در این فصل ۴ گل برای آژاکس در لیگ قهرمانان اروپا به ثمر رساند. در آخرین فصل حضورش در آژاکس وی گلی بسیار زیبا را مقابل ناک بردا در ۲۲ اکتبر ۲۰۰۴ به ثمر رساند که در نهایت توسط بینندگان یورو اسپورت به عنوان بهترین گل سال انتخاب شد.
در ۱۸ اوت ۲۰۰۴ ابراهیموویچ در هنگام یک بازی دوستانه برابر هلند باعث مصدومیت هم باشگاهی خود رافائل فان در فارت شد که منجر به وارد شدن اتهامات از سوی فان در فارت به وی مبنی بر عمدی بودن این کار گردید. این حادثه سرانجام منجر به فروش ناگهانی ابراهیموویچ به یوونتوس در ۳۱ اوت شد.

### یوونتوس
ابراهیموویچ با ۱۶ میلیون یورو از آژاکس به یوونتوس انتقال یافت. وی به دلیل مصدومیت بهترین گلزن تیم، دیوید ترزگه بلافاصله به ترکیب اصلی راه یافت و ۱۶ گل در اولین فصل حضورش در یوونتوس به ثمر رساند. فصل بعد در مقایسه با فصل اول حضورش در یوونتوس کمرنگ‌تر بود. نقش وی در خط هجومی یوونتوس تغییر یافت و بیشتر در کناره‌ها به کار گرفته می‌شد و به همین دلیل تعداد پاس گل‌های او افزایش یافت. وی بعد از رسوایی فوتبال ایتالیا که منجر به کسر امتیاز از یوونتوس و سقوط این تیم به سری بی شد از یوونتوس جدا شد.

### اینتر میلان
در ۱۰ اوت ۲۰۰۶ ابراهیموویچ با قراردادی ۴ ساله به ارزش ۲۴/۸ میلیون یورو به اینتر میلان پیوست. وی کار خود را در این باشگاه با یک گل و یک پاس گل در بازی سری آ مقابل فیورنتینا آغاز کرد و فصل اول خود را با عنوان بهترین گلزن اینتر میلان با ۱۵ گل به پایان رساند. اینتر در آن سال بعد از ۱۷ سال قهرمان سری آ شد. آن‌ها فصل را با ۹۷ امتیاز که یک رکورد محسوب می‌شد به پایان رساندند. در آن فصل اینتر میلان رکورد ۵ لیگ بزرگ اروپا را با ۱۷ برد پشت سر هم شکست. رکوردی که سال ۲۰۱۵ رئال کارلو آنجلوتی با ۲۱ برد شکست.
ابراهیموویچ صدمین بازی خود را در سری آ در ۱۶ ستامبر ۲۰۱۰ انجام داد. وی در ۲ اکتبر ۲۰۰۷ دو گل مقابل پی اس وی در لیگ قهرمانان اروپا به ثمر رساند که اولین گل‌های او در این جام بعد از دسامبر ۲۰۰۵ بود. وی لیگ قهرمانان آن سال را با ۵ گل در ۷ بازی به پایان رساند.
در فصل ۲۰۰۸–۲۰۰۹ ابراهیموویچ شروعی عالی داشت. گل وی مقابل بولونیا به عنوان بهترین گل سال انتخاب شد. وی این گل را بدون جابجایی و با پاشنه کفش خود روی سانتر آدریانو (بازیکن فوتبال، زاده ۱۹۸۲) به ثمر رساند. بازی زلاتان در این فصل چشم‌نواز و با پاس‌های دقیق بود. در بازی پایان فصل ابراهیموویچ دو بار مقابل آتالانتا گلزنی کرد که عنوان آقای گلی را به تنهایی برای وی بالاتر از مارکو دیوایو و دیگو میلیتو با ۲۵ گل به ارمغان آورد.

### بارسلونا
بعد از انتقال مکسول به بارسلونا خوان لاپورتا اعلام کرد که توافقی بین اینتر میلان و بارسلونا برای انتقال ابراهیموویچ به بارسلونا در ازای انتقال ساموئل اتوئو به اینتر میلان به همراه مقداری پول صورت گرفته‌است. بعد از گذراندن تست پزشکی بارسلونا ابراهیموویچ در مقابل ۶۰۰۰۰ طرفدار بارسلونا در نیوکمپ به هواداران معرفی شد.

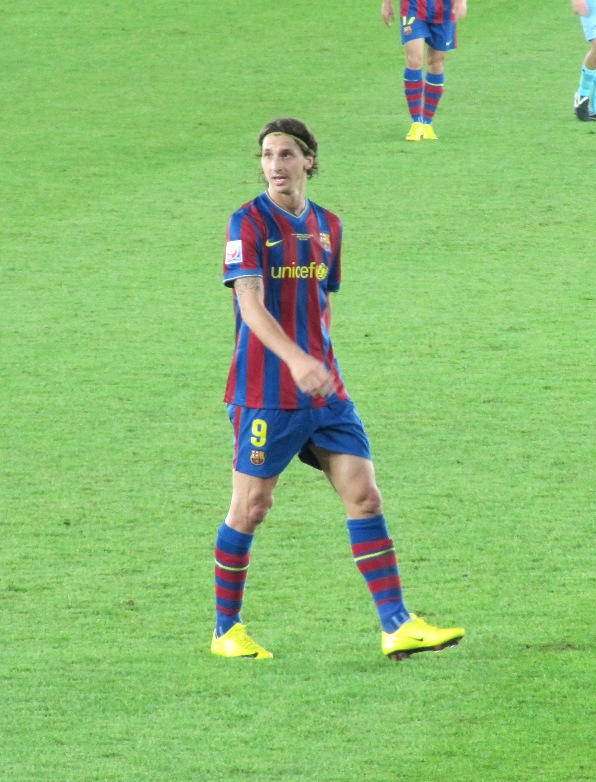
۲۰۱۰

ابراهیموویچ در فصل ۲۰۰۹–۲۰۱۰ کار خود را برای بارسلونا با پاس گل برای مسی در بازی سوپر کاپ اسپانیا شروع کرد. در ۲۰ اکتبر وی اولین گل خود را در لیگ قهرمانان اروپا برای بارسلونا مقابل روبین کازان روسیه به ثمر رساند و ۵ روز بعد در پیروزی ۶ بر ۱ مقابل رئال ساراگوسا دو گل زد. وی در هفته دوازدهم بعد از مصدومیتی ۳ هفته‌ای در نیمه دوم بازی مقابل رئال مادرید به جای تیری هانری به میدان رفت و هشتمین گل خود را در لالیگا به ثمر رساند. وی در سال ۲۰۰۹ به همراه بارسلونا با پیروزی مقابل استودیانتس به مقام قهرمانی جام باشگاه‌های جهان رسید. ابراهیموویچ در این سال در تیم منتخب اروپا قرار گرفت و در سال ۲۰۱۰ با ۱۶ گل ششمین گلزن برتر لالیگا لقب گرفت. ابراهیموویچ آخرین بازی خود را برای بارسلونا در سوپر کاپ اسپانیا با پیروزی ۳ بر ۱ مقابل سویا به ثمر رساند و آخرین بازی خود را برای این تیم در تاریخ ۲۵ اوت ۲۰۱۰ در جام خوان گمپر مقابل آث. میلان انجام داد که بعد از آن به رسانه‌ها اعلام کرد که رابطه‌اش با سرمربی تیم جوزپ گوآردیولا رو به زوال می‌باشد و سرمربی از ماه مارس با وی صحبت نکرده‌است

### آ.ث. میلان

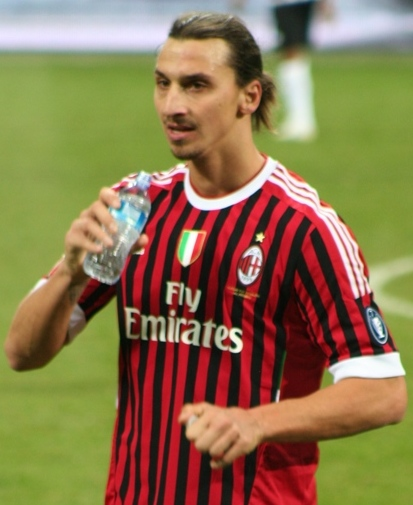
۲۰۱۱

در ۲۰ اوت ۲۰۱۰ باشگاه آ.ث. میلان در سایت رسمی خود اعلام کرد که زلاتان را برای فصل ۲۰۱۰–۲۰۱۱ به خدمت خواهد گرفت. وی به‌طور قرضی به میلان پیوست با این اختیار که می‌تواند در پایان فصل با قیمت ۲۴ میلیون یورو به‌طور کامل به این تیم بپیوندد. وی کار خود را با آ.ث. میلان با بازی در پیروزی ۲ بر صفر برابر چزنا در ۱۱ سپتامبر آغاز کرد که در آن بازی یک پنالتی را از دست داد و اولین گل خود را برای آ.ث. میلان در پیروزی مقابل اوسر در اولین بازی آ.ث. میلان در جام باشگاه‌های اروپا در ۱۵ سپتامبر به ثمر رساند. در ۱۴ نوامبر ابراهیموویچ تک گل میلان را در دربی میلان وارد دروازه اینتر میلان کرد.
در اولین بازی رسمی ۲۰۱۱–۲۰۱۲ اولین گل آ.ث. میلان را در سوپر جام ایتالیا مقابل اینتر میلان به ثمر رساند. وی همچنین اولین گل میلان را در سری آ ۲۰۱۱–۲۰۱۲ در تساوی ۲ بر ۲ مقابل لاتزیو زد. زلاتان سومین گل خود را در اولین بازی لیگ قهرمانان اروپا مقابل ویکتوریا پلزن از روی نقطه پنالتی به ثمر رساند و دومین گل نیز با پاس وی به ثمر نشست. گلزنی وی مقابل کیه وو وی را به صدمین گل خود در سری آ رساند. وی در ماه دسامبر ۲۰۱۱ نیز فرم ایدئال خود را ادامه داد و در هر ۵ بازی سری آ گلزنی کرد. زلاتان بعد از جدایی از بارسلونا و پیوستن به میلان با انتشار کتابی در مورد خاطراتش از باشگاه بارسلونا، کادر فنی و بازیکنان این تیم، ضمن انتقاد شدید از گواردیولا سرمربی بارسلونا به شرح دلایل عدم موفقیتش در این تیم پرداخت. چند هفته پس از انتشار این کتاب جنجالی و رسانه‌ای شدن دلایل درگیری زلاتان و گواردیولا، به دلیل همگروهی میلان و بارسلونا در مرحلهٔ گروهی لیگ قهرمانان اروپا این دو تیم مقابل هم قرار گرفتند و زمینهٔ رویارویی دوباره ابراهیموویچ و گواردیولا فراهم شد. در دیدار برگشت میلان و بارسلونا، که در ورزشگاه سن سیرو برگزار می‌شد زلاتان توانست یک گل وارد دروازه تیم تحت هدایت جوزپه گواردیولا کند تا به نوعی جواب بی مهری‌های بارسلونایی‌ها را در زمین مسابقه داده باشد. در ۱۵ فوریه ۲۰۱۲ در مرحله رفت یک‌هشتم نهایی لیگ قهرمانان اروپا مقابل آرسنال زلاتان ۲ پاس گل برای روبینیو داد و یک گل از روی نقطه پنالتی به ثمر رساند و باعث پیروزی ۴ بر صفر میلان شد. زلاتان در رقابتهای سری آ فصل ۲۰۱۱–۲۰۱۲ توانست با به ثمر رساندن ۲۸ گل برای میلان، عنوان آقای گلی این مسابقات را کسب کند.

### پاری سن ژرمن

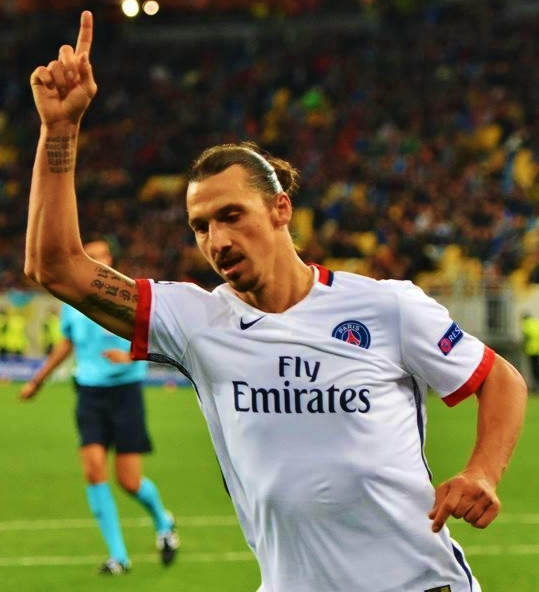
شادی پس از گل زلاتان ابراهیموویچ در پاری سن ژرمن

زلاتان ابراهیموویچ بعد از گذراندن چند فصل موفقیت‌آمیز و درخشان با پیراهن میلان سرانجام در اواسط ژوئیه ۲۰۱۲ به ازای دریافت دستمزد سالیانه ۱۵ میلیون یورو در هر سال به پاری سن ژرمن پیوست. زلاتان در طول حضور و بازی خود در پاری سن ژرمن به عنوان ستاره و رهبر این تیم شناخته می‌شد. زلاتان در مجموع ۱۲۲ بازی خود برای پاریس ۱۱۳ گل به ثمر رساند. وی در چهار آخرین فصل بازی خود در این باشگاه در ۴۹ بازی از رقابت‌های مختلف ۴۶ گل برای این تیم فرانسوی به ثمر رساند. زلاتان با پاری‌سن‌ژرمن ۱۱ عنوان قهرمانی از جمله چهار قهرمانی در لیگ ۱ را تجربه کرد. او در سال ۲۰۱۶ به باشگاه فوتبال منچستر یونایتد پیوست.

### منچستر یونایتد
در ۱ ژوئیه ۲۰۱۶، ابراهیموویچ به عنوان بازیکن آزاد با منچستر یونایتد قراردادی یک ساله امضا کرد که بسته به عملکرد او برای باشگاه، گزینهٔ تمدید آن وجود داشت. حقوق او ۲۰۰۰۰۰ پوند در هفته گزارش شده‌است. او در دو فصل ۲۰۱۷–۲۰۱۶ و ۲۰۱۸–۲۰۱۷ برای منچستر بازی کرد و سپس به باشگاه لس آنجلس گلکسی ایالات متحده پیوست.

### لس آنجلس گلکسی
در ۲۳ مارس ۲۰۱۸، ابراهیموویچ با باشگاه لس آنجلس گلکسی در لیگ برتر فوتبال ایالات متحده آمریکا (MLS) قرارداد امضا کرد. او ورود خود را به سبکی خاص با انتشار یک آگهی تمام صفحه امضا شده در لس آنجلس تایمز اعلام کرد.

### بازگشت به آ. ث میلان
در ۲۷ دسامبر ۲۰۱۹، ابراهیموویچ با قراردادی ۶ ماهه تا پایان فصل، با قراردادی آزاد، به میلان بازگشت و با داشتن شرایط خاصی، قرارداد خود را تا پایان فصل ۲۰۲۰–۲۰۲۱ تمدید کرد. او نخستین بازی خود را پس از بازگشتش به باشگاه در ۶ ژانویهٔ ۲۰۲۰ انجام داد و در تساوی ۰–۰ خانگی سری آ مقابل سمپدوریا در سن سیرو به عنوان بازیکن تعویضی به میدان رفت. او پس از تمدید قرارداد به همراه میلان، قهرمان سری آ ۲۲–۲۰۲۱ شد.

## تیم ملی
| تیم ملی | سال   | ب   | گل |
| ------- | ----- | --- | -- |
| سوئد    | ۲۰۰۱  | ۵   | ۱  |
| سوئد    | ۲۰۰۲  | ۱۰  | ۲  |
| سوئد    | ۲۰۰۳  | ۴   | ۳  |
| سوئد    | ۲۰۰۴  | ۱۲  | ۸  |
| سوئد    | ۲۰۰۵  | ۵   | ۴  |
| سوئد    | ۲۰۰۶  | ۶   | ۰  |
| سوئد    | ۲۰۰۷  | ۷   | ۰  |
| سوئد    | ۲۰۰۸  | ۷   | ۲  |
| سوئد    | ۲۰۰۹  | ۶   | ۲  |
| سوئد    | ۲۰۱۰  | ۴   | ۳  |
| سوئد    | ۲۰۱۱  | ۸   | ۳  |
| سوئد    | ۲۰۱۲  | ۱۱  | ۱۱ |
| سوئد    | ۲۰۱۳  | ۱۱  | ۹  |
| سوئد    | ۲۰۱۴  | ۵   | ۳  |
| سوئد    | ۲۰۱۵  | ۱۰  | ۱۱ |
| سوئد    | ۲۰۱۶  | ۵   | ۰  |
| مجموع   | مجموع | ۱۱۶ | ۶۲ |

با این که ابراهیموویچ می‌توانست برای تیم‌های ملی بوسنی و هرزگوین یا کرواسی نیز بازی کند ترجیح داد عضو تیم ملی کشور زادگاهش سوئد شود. ابراهیموویچ اولین بازی ملی خود را در تساوی صفر بر صفر در بازی دوستانه مقابل جزایر فارو در ۳۱ ژانویه ۲۰۰۱ انجام داد. وی اولین بازی رسمی خود را در بازی‌های مقدماتی جام جهانی ۲۰۰۲ در پیروزی ۳ بر صفر مقابل آذربایجان با زدن یک گل به این تیم انجام داد. در جام جهانی ۲۰۰۲ در ۲ بازی مقابل آرژانتین و سنگال به عنوان یار جانشین به میدان رفت.
ابراهیموویچ در تمام بازی‌های یورو ۲۰۰۴ در ترکیب اصلی قرار داشت که یک پنالتی را در پیروزی ۵ بر صفر مقابل بلغارستان به ثمر رساند و در بازی مؤثر مقابل ایتالیا گل تساوی بخش و دیر هنگام سوئدی‌ها را به زیبایی وارد دروازه جانلوئیجی بوفون دروازه‌بان ایتالیا کرد اما در مرحلهٔ بعدی رقابتها با از دست دادن یک ضربه در ضربات پنالتی مقابل هلند باعث حذف سوئد از این جام شد.
در مقدماتی جام جهانی ۲۰۰۶ در پیروزی ۷ بر صفر مقابل مالت ۴ گل به ثمر رساند ولی در هیچ‌یک از بازی‌های جام جهانی ۲۰۰۶ که در آن سوئد به وسیله آلمان در مرحله یک‌هشتم نهایی حذف شد، موفق به گلزنی نشد.
قبل از بازی مقابل لیختن اشتاین در مقدماتی یورو ۲۰۰۸ ابراهیموویچ و دو تن از هم بازی‌هایش در تیم ملی، ویلهمسون و ملبرگ هتل را ترک کرده و به یک کلوپ شبانه رفته بودند که به همین دلیل سرمربی لارس لاگربک از حضور آن‌ها در بازی ممانعت کرده و آن‌ها را به خانه فرستاد. ابراهیموویچ به خاطر این کار مدتی با تیم ملی قهر بود و از حضور در سه بازی ملی امتناع کرد ولی در بازی مقابل ایرلند شمالی در ۲۸ مارس به تیم بازگشت. وی در هیچ‌یک از ۱۲ بازی مقدماتی یورو ۲۰۰۸ گلی نزد. ابراهیموویچ و اولاف ملبرگ مدافع باتجربه سوئدی‌ها با زدن دو گل بهترین گلزنان سوئد در این دوره از رقابتها بودند.
در مقدماتی یورو ۲۰۱۲ ابراهیموویچ کاپیتان تیم ملی سوئد بود. در بازی مقابل سن مارینو یک گل زد و در پیروزی ۵ بر صفر مقابل فنلاند هت تریک کرد.
وی همچنین در تمامی دیدارهای کشورش در مسابقات یورو ۲۰۱۲ که با میزبانی مشترک کشورهای اوکراین و لهستان برگزار می‌شد حاضر بود و در حالیکه بازوبند کاپیتانی سوئد را بر بازو می‌بست هرچه تلاش کرد نتوانست مانع حذف تیمش از مرحلهٔ گروهی این رقابت‌ها شود. با این حال زلاتان با زدن دو گل به تیم‌های اوکراین و فرانسه از نظر هواداران سوئدی به عنوان بهترین بازیکن تیم ملی سوئد در این رقابتها معرفی شد. سوئدی‌ها در مرحله گروهی یورو ۲۰۱۲ با تیمهای اوکراین یکی از دو میزبان رقابتها، فرانسه و انگلستان همگروه بودند و با قبول دو شکست پیاپی مقابل اوکراین و انگلستان به ترتیب با نتایج دو بر یک و سه بر دو و همچنین کسب پیروزی دو بر صفر در دیدار پایانی گروه برابر فرانسه، با به دست آوردن سه امتیاز و کسب عنوان سومی گروه از صعود به مرحلهٔ بعدی مسابقات بازماندند.
زلاتان برای مسابقات یورو ۲۰۱۶ به همراه تیم ملی سوئد حضور داشت. وی در سه بازی در مقابل تیم‌های ملی بلژیک، ایتالیا و جمهوری ایرلند یک پاس گل داد ولی نتوانست گلی را به ثمر برساند. زلاتان اعلام کرده بود که یورو ۲۰۱۶ آخرین تورنمنت وی با تیم ملی کشورش خواهد بود. ابراهیموویچ پس از پایان بازی با بلژیک در پیکارهای یورو ۲۰۱۶ از تیم ملی سوئد خداحافظی کرد. او در ترکیب تیم ملی سوئد ۱۱۶ بازی ملی انجام داد و ۶۲ گل به ثمر رساند. زلاتان به عنوان بهترین گلزن تاریخ فوتبال سوئد به‌شمار می‌رود.
زلاتان پیش از  یورو ۲۰۲۰ به تیم ملی فوتبال سوئد دعوت شد اما به دلیل مصدومیت نتوانست تیم ملی کشورش را همراهی کند. اما در نهایت در تاریخ ۲۹ سپتامبر ۲۰۲۱ به لیست تیم ملی فوتبال سوئد اضافه و دعوت شد. او چندی پیش برای جام ملتهای اروپا ۲۰۲۳ در سن ۴۱ سالگی به تیم ملی سوئد دعوت شد.

## زندگی شخصی
او از مادری کروات و پدری بوسنیایی به دنیا آمد و در کودکی پدرش او و خواهر برادرانش را ترک کرد. به گفتهٔ خود او پدر و مادر او به دلیل اقامت با هم ازدواج کرده بودند.
ابراهیموویچ در کنار سه خواهر و دو برادر خود در شهر مالمو (به سوئدی: Rosengård) بزرگ شده و از شش سالگی فوتبال بازی کردن را شروع کرده‌است. او در ۱۷ سالگی کمربند مشکی تکواندو گرفته‌است.
ابراهیموویچ و شریک زندگی‌اش هلنا سِگِر دارای دو فرزند به نام‌های ماکسیمیلیان (متولد ۲۲ ستامبر ۲۰۰۶) و وینسنت (متولد ۶ مارس ۲۰۰۸) می‌باشند.
او هم‌اکنون در میلان به سر می‌برد ولی سالانه به خانه خود در مالمو سوئد نیز سر می‌زند.
وی به زبان‌های سوئدی، بوسنیایی، ایتالیائی، اسپانیولی و انگلیسی تسلط کامل دارد و به زبان‌های صِربی و فرانسوی نیز تسلط نسبی دارد. وی ریشه‌ای بوسنیایی و کروات دارد.
وی در هنگام گفتگو یا اشاره به خود از ضمیر سوم شخص استفاده می‌کند.

### در فرهنگ عامه
کتابی که او دربارهٔ زندگی خودش نوشته بود، به عنوان کتاب برتر سال در سوئد شناخته شد. عملکرد فوق‌العاده زلاتان ابراهیموویچ باعث شده تا در سوئد، فعلی به نام زلاتانرا به معنای برتری داشتن و تسلط داشتن مورد استفاده قرار می‌گیرد. او یکی از محبوب‌ترین چهره‌های سوئدی است.

## افتخارات

### باشگاهی
آژاکس
- اردویسه: ۰۲–۲۰۰۱، ۰۴–۲۰۰۳
- جام حذفی فوتبال هلند: ۰۲–۲۰۰۱
- جام یوهان کرایوف: ۲۰۰۲

اینترمیلان
- سری آ: ۰۷–۲۰۰۶، ۰۸–۲۰۰۷، ۰۹–۲۰۰۸
- سوپرجام فوتبال ایتالیا: ۲۰۰۶، ۲۰۰۸

بارسلونا
- لا لیگا: ۱۰–۲۰۰۹
- سوپرجام فوتبال اسپانیا: ۲۰۰۹، ۲۰۱۰
- سوپرجام اروپا: ۲۰۰۹
- جام باشگاه‌های فوتبال جهان: ۲۰۰۹

میلان
- سری آ: ۱۱–۲۰۱۰، ۲۲–۲۰۲۱
- سوپرجام فوتبال ایتالیا: ۲۰۱۱

پاریس سن ژرمن
- لیگ ۱: ۱۳–۲۰۱۲، ۱۴–۲۰۱۳، ۱۵–۲۰۱۴، ۱۶–۲۰۱۵
- جام حذفی فوتبال فرانسه: ۱۵–۲۰۱۴، ۱۶–۲۰۱۵
- جام اتحادیه باشگاه‌های فرانسه: ۱۴–۲۰۱۳، ۱۵–۲۰۱۴، ۱۶–۲۰۱۵
- سوپر جام فوتبال فرانسه: ۲۰۱۳، ۲۰۱۴، ۲۰۱۵

منچستر یونایتد
- جام اتحادیه انگلستان: ۲۰۱۷
- جام خیریه انگلستان: ۲۰۱۶
- لیگ اروپا: ۱۷–۲۰۱۶[۳۷]

## فیلمشناسی
آستریکس و اوبلیکس: پادشاهی میانه در نقش جنگاور رومی بنام «آنتی ویروس»